# The Vagabond Trail
The Vagabond Trail is een Amerikaanse western uit 1924 onder regie van William A. Wellman.

## Verhaal
Donnegan gaat zwerven in het Wilde Westen in de hoop zijn broer te vinden, die al geruime tijd spoorloos verdwenen is. Als hij zijn broer uiteindelijk vindt, blijkt dat hij geen voorbeeldig leven heeft geleid. Hij laat zich door Donnegan bekeren.

## Rolverdeling
| Acteur           | Personage      |
| ---------------- | -------------- |
| Buck Jones       | Donnegan       |
| Marian Nixon     | Lou Macon      |
| Charles Coleman  | Aces           |
| Lee Shumway      | Lord Nick      |
| Virginia Warwick | Nellie Le Brun |
| Harry Lonsdale   | Kolonel Macon  |
| Frank Nelson     | Slippy         |
| George Reed      | George Romain  |